# Сьюзан Блейклі
Сьюзан Блейклі (7 вересня 1948 , Франкфурт-на-Майні, окупована союзниками Німеччина ) — американська акторка та модель, найбільш відома головною роллю в міні-серіалі ABC 1976 року «Багач, бідняк», за яку отримала нагороду «Золотий глобус» як найкраща акторка в драматичному телесеріалі. Знімалася у таких фільмах, як Пекло в піднебессі (1974), Report to the Commissioner (1975), Капоне (1975), The Concorde. . . Аеропорт '79 (1979) та Щосили (1987).

## Ранні роки
Народилася у Франкфурті (Німеччина) в сім'ї американців Мері Луїзи, колишньої вчительки мистецтва, і полковника Ларрі Блейклі, кадрового офіцера американської армії. Після навчання в Техаському університеті в Ель-Пасо вона переїхала до Нью-Йорка та вивчала акторську майстерність у Воррена Робертсона, Лі Страсберга, Сенфорда Мейснера у Neighborhood Playhouse, а пізніше навчалася у Чарльза Конрада та Ворнера Лафліна в Лос-Анджелесі. 
Сьюзан Блейклі почала професійну кар'єру моделі в 1967 році в модельному агентстві Ford, а в 1970 році знялася в телевізійній рекламі гелю для укладання волосся Dippity-Do.

## Кар'єра
Сьюзан Блейклі прибула до Голлівуду на початку 1970-х і почала зніматися в ролях другого плану у таких фільмах, як «Дикуни», «Якими ми були» та «Лорди Флетбуша». Її першою великою роллю була Петті Сіммонс у фільмі-катастрофі 1974 року «Пекло в піднебессі». Наступного року виконала головні жіночі ролі у фільмах «Доповідь комісару» разом із Майклом Моріарті та Капоне з Беном Газзарою.

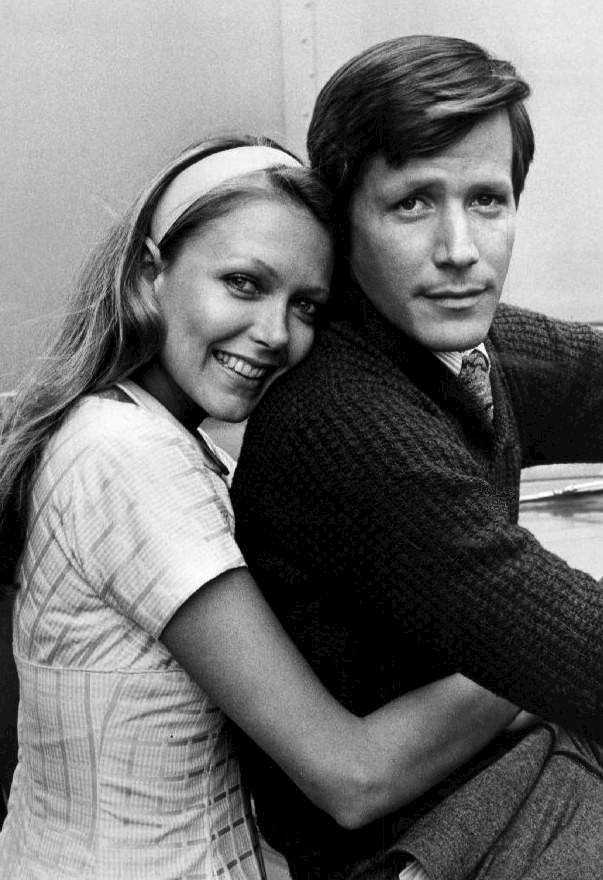
Блейклі з Пітером Штраусом у фільмі «Багач, бідняк».

Блейклі отримала широке визнання критики головною роллю в телесеріалі ABC 1976 року «Багач, бідняк», заснованому на однойменному романі 1969 року Ірвіна Шоу. За свою гру Блейклі виграла тогорічний «Золотий глобус» за найкращу жіночу роль у драматичному телевізійному серіалі та була номінована на «Еммі» за найкращу жіночу роль у мінісеріалі або телефільмі. Наступного року вона отримала другу номінацію на премію «Еммі», коли повторила свою роль у фільмі «Багач, бідняк, книга II». Після успіху на телебаченні Сьюзан Блейклі виконала головні ролі у двох фільмах 1979 року: фільмі-катастрофі «Конкорд». . . Аеропорт '79 з Аленом Делоном та спортивній драмі «Мрійник» з Тімом Метісоном.
Протягом 1980-х та 1990-х років Блейклі грала головні ролі в багатьох фільмах, знятих для телебачення. Втілила Френсіс Фармер у фільмі 1982 року, заснованому на автобіографії Фармер, «Чи справді буде ранок?», за який була номінована на премію «Золотий глобус» як найкраща акторка в мінісеріалі або телефільмі. Зіграла Єву Браун разом з Ентоні Гопкінсом у біографічному фільмі про Адольфа Гітлера «Бункер» (1981) та Джоан Кеннеді в «Історії Теда Кеннеді-молодшого» (1986). 
Сьюзан Блейклі знялася в таких повнометражних фільмах, як Щосили (1987), My Mom's a Werewolf (1989) та Crime of Hate (2005). Та в телесеріалах Це — ми та NCIS, а раніше — в Готель, Сутінкова зона, Скат, Гребінь сокола, Вона написала вбивство, Частини тіла, Брати і сестри, Південна територія, Два з половиною чоловіки, У розпалі ночі (телесеріал 1988 року), а також Звабливі та вільні.

## Особисте життя
У 1969 році одружилася з адвокатом Тоддом Мерером, розлучилася в 1981. У 1982 році пошлюбила медіа-консультанта, кіно- та телепродюсера Стіва Джаффе. Вони живуть у Беверлі-Гіллз.

## Фільмографія

### Фільми
| рік      | Назва                      | Роль                 | Примітки     |
| -------- | -------------------------- | -------------------- | ------------ |
| 1972 рік | Дикуни                     | Сесілі               |              |
| 1973 рік | Як ми були                 | Джудіанна            |              |
| 1974 рік | Лорди Флетбуша             | Джейн Бредшоу        |              |
| 1974 рік | Високий пекло              | Петті Дункан Сіммонс |              |
| 1975 рік | Доповісти Уповноваженому   | Петті Батлер         |              |
| 1975 рік | Шампунь                    | Дівчина на вулиці    | Не зазначена |
| 1975 рік | Капоне                     | Айріс Кроуфорд       |              |
| 1979 рік | Мрійник                    | Карен                |              |
| 1979 рік | Конкорд. . Аеропорт '79    | Меггі Вілан          |              |
| 1987 рік | Поверх                     | Христина Хоук        |              |
| 1987 рік | Виживальник                | Лінда Райан          |              |
| 1989 рік | Dream a Little Dream       | Вишневий діамант     |              |
| 1989 рік | Моя мама перевертень       | Леслі Шабер          |              |
| 1990 рік | З очей геть з серця геть   | Аліса Лундгрен       |              |
| 1992 рік | Російське свято            | Сьюзан Деннісон      |              |
| 1994 рік | Сім неділь                 | Аліса                |              |
| 1999 рік | Шосте відчуття             |                      |              |
| 2001 рік | Crash Point Zero           | Барбара Есмонд       |              |
| 2002 рік | Голодні серця              | Барбі Гарріс         |              |
| 2004 рік | LA Twister                 | Вівіан               |              |
| 2005 рік | Злочин на ґрунті ненависті | Марта Бойд           |              |
| 2008 рік | Парк Грізлі                | Нещасний Кемпер      |              |
| 2008 рік | Шлюбний танець             | Мати Еббі            |              |
| 2010 рік | Код Буття                  | Беверлі Трумен       |              |
| 2011 рік | Чихуахуа Беверлі Хіллз 2   | Вівіан Еш            |              |
| 2013 рік | Зелені труси               | Є                    |              |
| 2017 рік | Переміщення                | Керол Сінклер        |              |

### Телесеріали
| Рік            | Номінація                                  | Роль                                     | Примітки |
| -------------- | ------------------------------------------ | ---------------------------------------- | --- |
| 1976           | Багач, бідняк людина                       | Джулі Прескотт                           | Мінісеріал Премія «Золотий глобус» за найкращу жіночу роль у телесеріалі — драма Номінація — Премія «Еммі» за найкращу жіночу роль у мінісеріалі або серіалі-антології, або телефільмі |
| 1976           | Багач, бідняк людина. Книга II             | Julie Prescott                           | Мінісеріал Номінація — Премія «Еммі» за найкращу жіночу роль у мінісеріалі або серіалі-антології, або телефільмі                                                                       |
| 1977           | Секрети                                    | Андреа Флемінг                           | Телефільм |
| 1980           | «Зробіть мені пропозицію»                  | Джойс Віндзор                            | Телефільм |
| 1980           | Крик про кохання                           | Поллі Гарріс                             | Телефільм |
| 1981 рік       | Ляльки Оклахома-Сіті                       | Саллі Джо Перкі                          | Телефільм |
| 1981 рік       | Бункер                                     | Єва Браун                                | Телефільм |
| 1983           | Чи справді буде ранок?"                    | Френсіс Фармер                           | Телефільм Номінація — Премія «Золотий глобус» за найкращу жіночу роль мінісеріалу або телефільму                                                                                       |
| 1984           | Автостопом                                 | Мелодія                                  | Епізод: «Remembering Melody» |
| 1985 рік       | Скат                                       | Евелін Дектер                            | Телефільм |
| 1985 рік       | Човен кохання                              | Ніколь Філліпс                           | 2 епізоди |
| 1986 рік       | Кров Орхідеї                               | Марі Фаррелл                             | Телефільм |
| 1986 рік       | Анігілятор                                 | Лейла                                    | Телефільм |
| 1986 рік       | Історія Теда Кеннеді молодшого             | Джоан Кеннеді                            | Телефільм |
| 1987           | Сутінкова зона                             | Лінда Вулф                               | Епізод: «The Card/The Junction» |
| 1985–1987      | Готель                                     | Маріон Торн / Доктор Енн Варго / Еллісон | 3 епізоди |
| 1987           | Фатальна сповідь: Таємниця батька Доулінга | Патриція Ердайн                          | Телефільм |
| 1988 рік       | Зламаний ангел                             | Кетрін Коберн                            | Телефільм |
| 1988 рік       | Квітневий ранок                            | Сара Купер                               | Телефільм |
| 1988 рік       | Діва Хіросіми                              | Бетті Беннет                             | Телефільм |
| 1988 рік       | Ледікілери                                 | Лайла Корбетт                            | Телефільм |
| 1988 рік       | У розпалі ночі                             | Клаудія Меррілл                          | Епізод: «Сімейна таємниця» |
| 1990 рік       | Інцидент                                   | Біллі                                    | Телефільм |
| 1990 рік       | Гребінь сокола                             | Енн Боуен                                | 3 епізоди |
| 1990 рік       | Розплата за смерть                         | Алекс Барнард                            | Телефільм |
| 1990 рік       | Вбивство разів сім                         | Герт Кілі                                | Телефільм |
| 1991 рік       | І море розповість                          | Гейл Бугліозі                            | Телефільм |
| 1991 рік       | Шантаж                                     | Люсінда                                  | Телефільм |
| 1991 рік       | Польова квітка                             | Ада Гатрі                                | Телефільм |
| 1992 рік       | Проти її волі: Інцидент у Балтіморі        | Біллі                                    | Телефільм |
| 1992 рік       | Зловмисники                                | Лі Голланд                               | Мінісеріал |
| 1993 рік       | Немає моїх дітей                           | Пеггі Янг                                | Телефільм |
| 1994 рік       | Вокер, техаський рейнджер                  | Мередіт Кленсі                           | Епізод: «Deadly Vision» |
| 1994 рік       | Справжня історія вбивств Менендеса         | Леслі Абрамсон                           | Телефільм |
| 1989–1994      | Вона написала вбивство                     | різноманітні                             | 4 епізоди |
| 1995 рік       | Крок за кроком                             | Пем Маршалл                              | Епізод: «Вона зайшла через вікно спальні» |
| 1995-2000 роки | Діагноз: Вбивство                          | Різні                                    | 2 епізоди |
| 1996 рік       | Дівчина за викликом                        | Тері Галберт                             | Телефільм |
| 1996 рік       | Розфарбуй мене ідеально                    | Докторка Лінда Райан                     | Телефільм |
| 1998 рік       | «Порушене мовчання: Фільм „Момент істини“» | Маргарет Карлайл                         | Телефільм |
| 1998 рік       | Сьоме небо                                 | Елізабет Браун                           | Епізод: «І хороший к'янті» |
| 2000 рік       | Ланцюжок командування                      | Мег Денфорт                              | Телефільм |
| 2000 рік       | Ідеальна няня                              | Докторка Джулія Брунінг                  | Телефільм |
| 2000 рік       | Її одружений коханець                      | Лаура Маннгарт                           | Телефільм |
| 2001 рік       | Малібу Гаваї                               | Мадам Пеле / Автостопом / Екскурсовод    | Епізод: «Повернення Джессі» |
| 2001 рік       | Свідчення матері                           | Донна Малруні                            | Телефільм |
| 2001           | Сильні ліки                                | Камілла Кантрелл                         | Епізод: «Відродження» |
| 2005 рік       | Ідеальний сусід                            | Дженні Костіган                          | Телефільм |
| 2006 рік       | Мертва справа                              | Моллі Феліс                              | Епізод: «Baby Blues» |
| 2007 рік       | Побічний порядок життя                     | Марго Макінтайр                          | 3 епізоди |
| 2007 рік       | Частини тіла                               | Валері Фаррелл                           | Епізод: «Еверетт По» |
| 2008 рік       | Вбивство 101: Нова ера                     | Камілла Міра                             | Телефільм |
| 2008           | Два з половиною чоловіки                   | Angie                                    | 2 episodes |
| 2010           | Брати і сестри                             | Селія Кальмартін                         | Епізод: «Faking It» |
| 2009, 2011     | Південна територія                         | Лінда Шерман                             | 2 епізоди |
| 2012 рік       | Звабливі та вільні                         | Бетсі                                    | Епізод: «Ways to Be Wicked» |
| 2013 рік       | Ідеальний хлопець                          | Клара                                    | Телефільм |
| 2017           | NCIS                                       | Докторка Каденс Дарвін                   | Епізод: «Стратегія виходу» |
| 2017 рік       | Божевільна колишня дівчина                 | Джіджі Плімптон                          | Епізод: «Джош не має значення». |
| 2017-2018      | Це — ми                                    | Енн                                      | Повторювана роль |